# Boy Story (grupo)
Boy Story (em chinês:  男孩的故事, Nánhái de Gùshì) é um grupo masculino chinês formado pela JYP Entertainment e Tencent Music Entertainment. É composto por 6 membros Hanyu, Zihao, Xinlong, Zeyu, Ming Rui, e Shuyang. Em 1 de setembro de 2017, Boy Story lançou seu primeiro single "How Old R U". Em 21 de setembro de 2018, Boy Story estreou oficialmente com seu primeiro mini-álbum Enough.

## História

### Projeto e pré-estreia
Desde setembro de 2017, o plano especial "Real! Project" foi lançado com quatro singles para fazer a estreia oficial em setembro de 2018. O grupo foi lançado pela JYP Entertainment “K-pop 3.0” "Globalization by Localization" sendo o primeiro grupo da empresa com essa estratégia. O primeiro single foi "How Old R U". O segundo single foi "Can't Stop", lançado em 15 de dezembro de 2017 e o terceiro single foi "Jump Up", lançado em 30 de março de 2018. O single final de pré-estreia foi produzido pelo fundador da JYP Entertainment, Park Jin-young. A música "Handz Up", foi lançada em 12 de junho de 2018.

### 2018 – presente: Estreia com Enough
Boy Story estreou oficialmente em 21 de setembro de 2018 com seu primeiro mini-álbum Enough, que incluiu todos os singles anteriores à estreia e a música de estreia "Enough". Em 21 de outubro de 2018, o grupo lançou "Stay Magical" (奇妙 里). No mês seguinte, Boy Story lançou a música "For U" especificamente para BOSS (fandom) em 22 de novembro de 2018. Boy Story lançou seu retorno em março 29 de 2019 com "Oh My Gosh", seguido de outro retorno em 26 de julho de 2019 com "Too Busy" com Jackson Wang. Em 8 de janeiro de 2021, o Boy Story lançou o álbum "I="U=WE序".

## Integrantes
- Jia Han Yu (贾涵予) (Jia Bao) em 20 de maio de 2004 (20 anos) em Henan, China
- Li Zi Hao (李梓豪) (Qi Qi) em 22 de outubro de 2004 (20 anos) em Tianjin, China
- He Xin Long (贺鑫隆) (Long Long) em 11 de março de 2005 (20 anos) em Taiyuan, China
- Yu Ze Yu (于泽宇) (Xiao Yu) em 24 de dezembro de 2005 (19 anos) em Tianjin, China
- Gou Ming Rui (苟明睿)(Gou Gou) em 28 de agosto de 2006 (18 anos) em Chengdu, China
- Ren Shu Yang (任书漾) (Yang Yang) em 24 de abril de 2007 (17 anos) em Pingyao, China

## Discografia

### Extended plays
| Título      | Detalhes do álbum                                                                                    | Melhor posição nas paradas | Melhor posição nas paradas | Melhor posição nas paradas | Melhor posição nas paradas | Melhor posição nas paradas | Vendas       |
| Título      | Detalhes do álbum                                                                                    | KOR                        | JPN                        | NZ Heat.                   | TW                         | US World                   | Vendas       |
| ----------- | --- | -------------------------- | -------------------------- | -------------------------- | -------------------------- | -------------------------- | ------------ |
| Enough      | - Lançamento: 21 de setembro de 2018 - Gravadora: JYP Entertainment - Formatos: CD, digital download | 20                         | —                          | —                          | 8                          | —                          | —            |
| I=U=WE : 序 | - Lançamento: 6 de janeiro de 2020 - Gravadora: JYP Entertainment - Formatos: CD, digital download   | —                          | —                          | —                          | —                          | —                          | CHN: 77,303  |
| I=U=WE: 我  | - Lançamento: 27 de novembro de 2020 - Gravadora: JYP Entertainment - Formatos: CD, digital download | —                          | —                          | —                          | —                          | —                          | CHN: 165,200 |